# Maschrabiyya

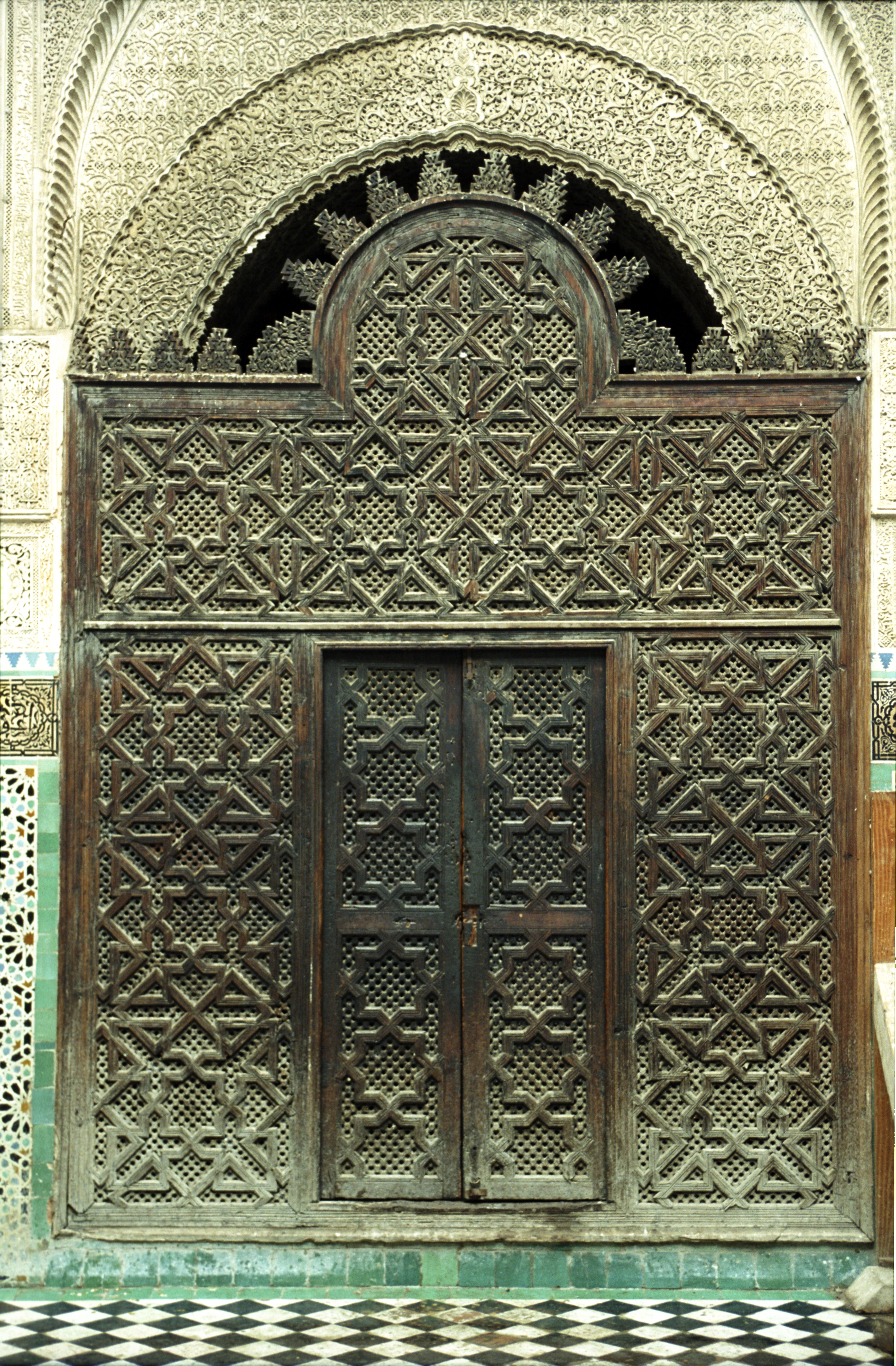
Maschrabiyya-Gitterschranke in der Medersa Attarine in Fès, Marokko

Maschrabiyya (arabisch مشربية, DMG mašrabīya) nennt man in der traditionellen islamischen Architektur dekorative Holzgitter, die als Gitterschranken in Moscheen oder als Fenstergitter bzw. als Balkonverkleidungen in Wohnhäusern und Palästen zum Einsatz kamen.

## Andere Begriffe
Ein anderer, im arabischen Raum weit verbreiteter Begriff ist Roshan (Rushan, Rawashin), mit dem auch speziell die Erkerfenster an den Handelshäusern der Hafenstädte am Roten Meer wie Dschidda und Sawakin bezeichnet werden. In der Türkei heißen sie Müşrefiye, im Irak Shanashil, in Syrien Koshke und in Tunesien Gannariya. Ähnliche Architekturelemente sind in Indien als Jali zu finden.

## Funktion
Maschrabiyyas werden meist aus geschnitzten oder gedrechselten Holzstücken zusammengesetzt, die zu geometrischen Mustern angeordnet sind. Sie dienen dem Schutz vor direkter Sonneneinstrahlung ebenso wie der Belichtung, daneben auch der Raumbelüftung bei gleichzeitiger Wahrung der religiösen oder privaten Sphäre. In Wohnhäusern werden sie meist ab dem zweiten Geschoss verwendet. Ähnlich einer Jalousie erlauben sie den Blick nach draußen, ohne den Betrachter selbst erkennbar werden zu lassen. Die häufig vorkommende Ausbildung als Erkerfenster begünstigt den Ausblick. Die offene, meist unverglaste Bauweise lässt im Innenraum einen kühlenden Luftzug entstehen.

## Geschichte

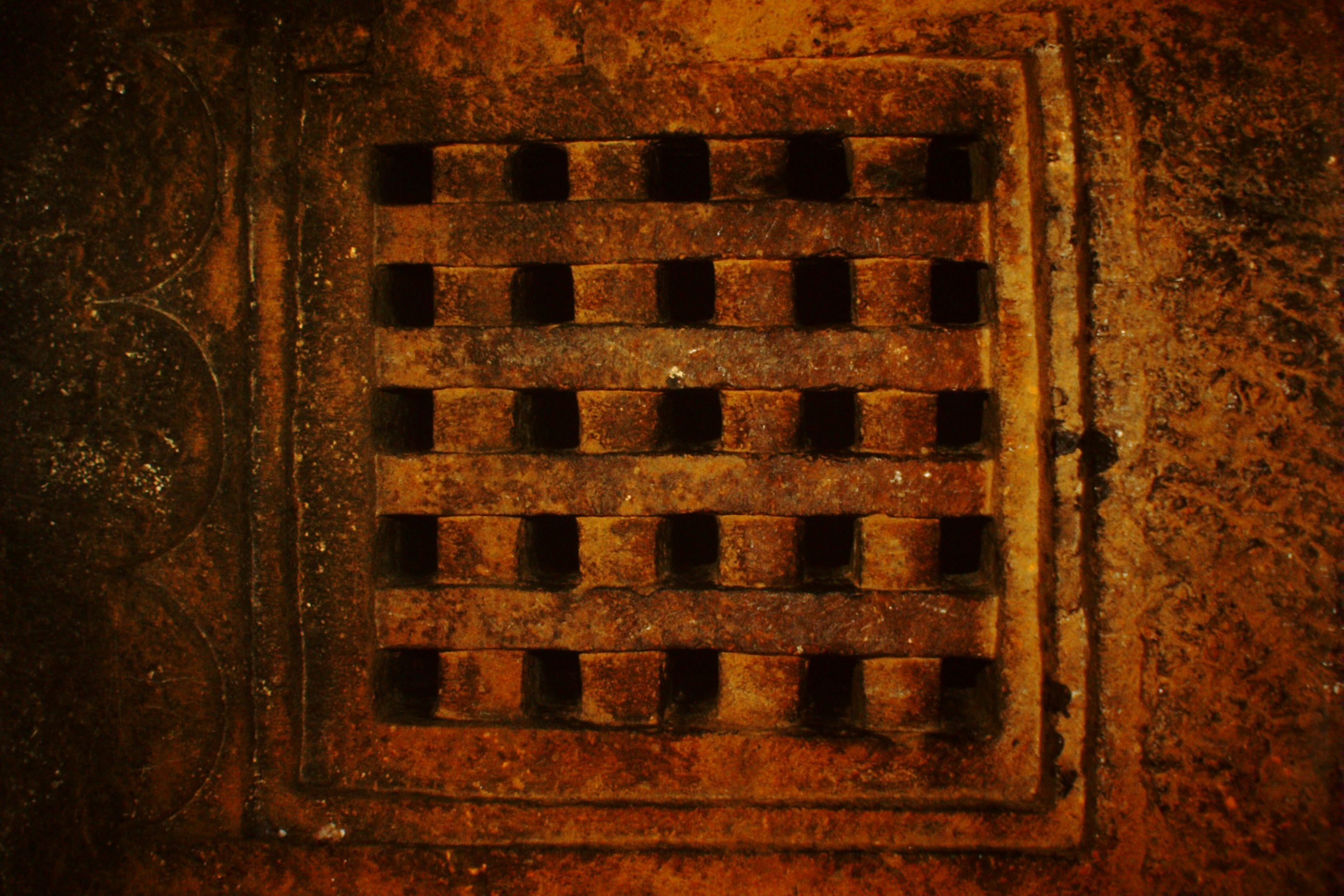
Jali-Fenster im buddhistischen Höhlenkloster Bhaja, Maharashtra, wohl 3.–2. Jh. vor Chr.

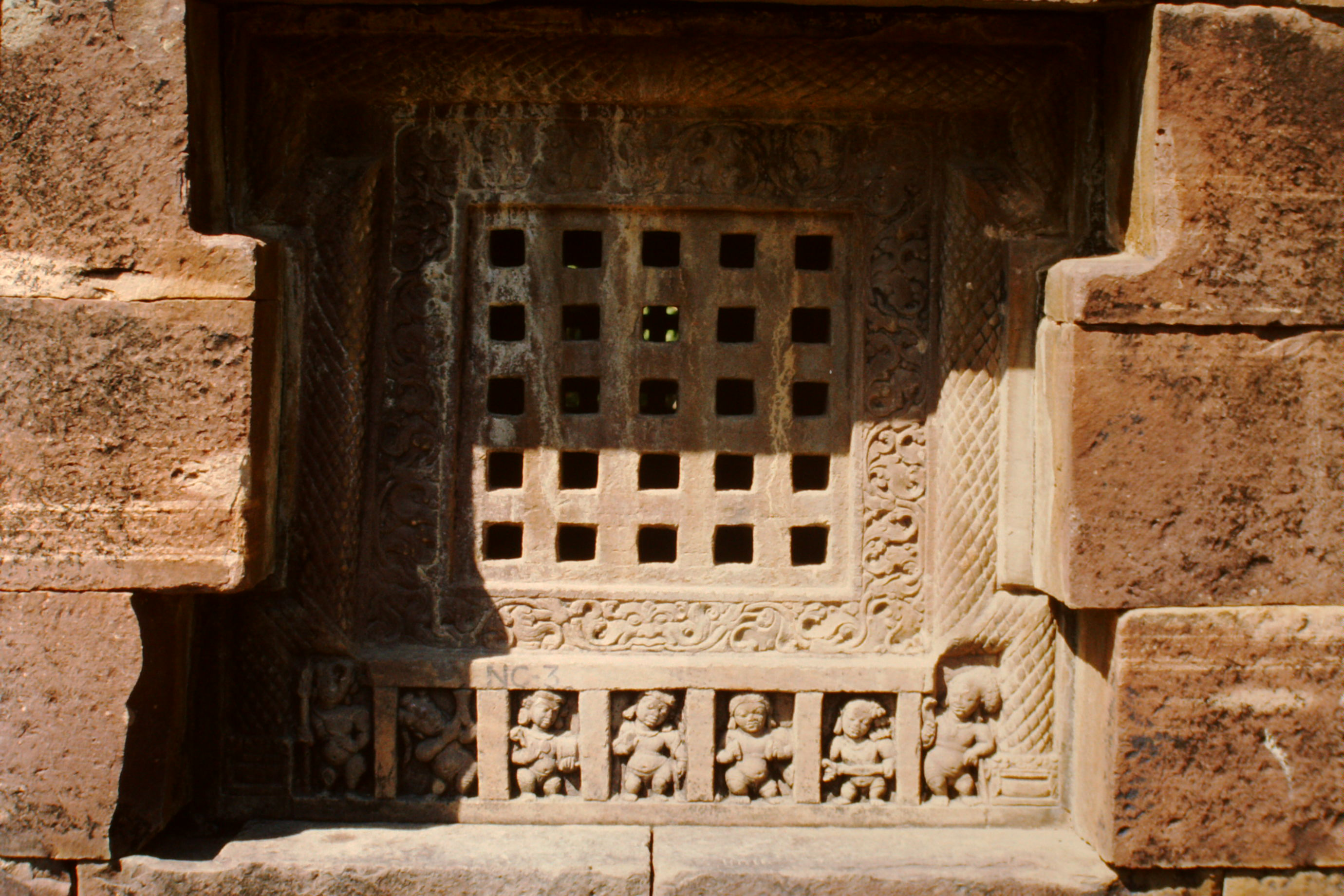
Jali-Fenster im hinduistischen Parvati-Tempel bei Nachna, Madhya Pradesh, 2. Hälfte 5. Jh. nach Chr.

Der Ursprung der Maschrabbiyas liegt im Dunkeln; die ältesten erhaltenen Exemplare stammen aus dem 12./13. Jahrhundert und wurden in Bagdad gefunden. In Marokko hat sich überdies die gegen Ende des 10. Jahrhunderts gefertigte hölzerne Gebetskanzel (minbar) der Andalusier-Moschee (Comons-Kategorie – ohne Bild der Kanzel) von Fès erhalten, die in einem ihrer fünf Teilstücke zwanzig unverbunden nebeneinander angeordnete gedrechselte Holzstäbe zeigt. Steinerne Vorbilder könnten die indischen Jalis sein, die seit dem 1. bis 3. Jahrhundert in buddhistischen Höhlentempeln (z. B. in Bhaja) bzw. ab dem 6./7. Jahrhundert an freistehenden Hindu-Tempeln (z. B. in Nachna oder Aihole) bekannt sind; aber auch hierbei sind – nicht erhaltene – hölzerne Frühformen wahrscheinlich. Während in Indien auch unter der islamischen Herrschaft zumeist in Stein gearbeitet wurde, hielt die übrige islamische Welt ganz überwiegend an Holzarbeiten fest. 
Andererseits wurde sie wohl zum Vorbild der zumeist steinernen Celosia in den früh zum Christentum zurückgekehrten nördlichen Randgebieten der iberischen Halbinsel.
Im 19. und 20. Jahrhundert wurden Maschrabiyya-Gitter vereinzelt in Gusseisen nachgeahmt.

## Bilder

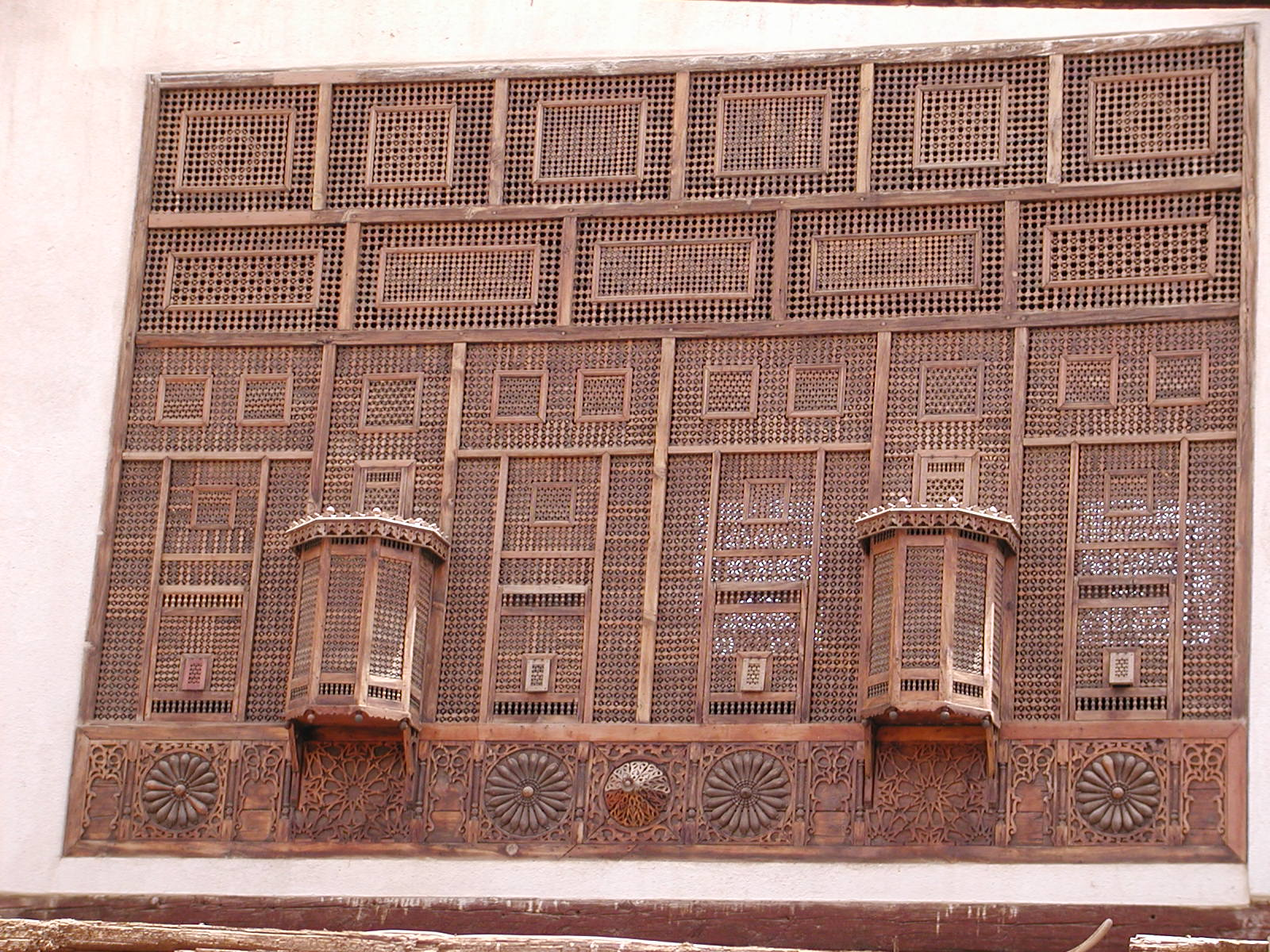
Maschrabiyya an einem Palast in Kairo, Ägypten
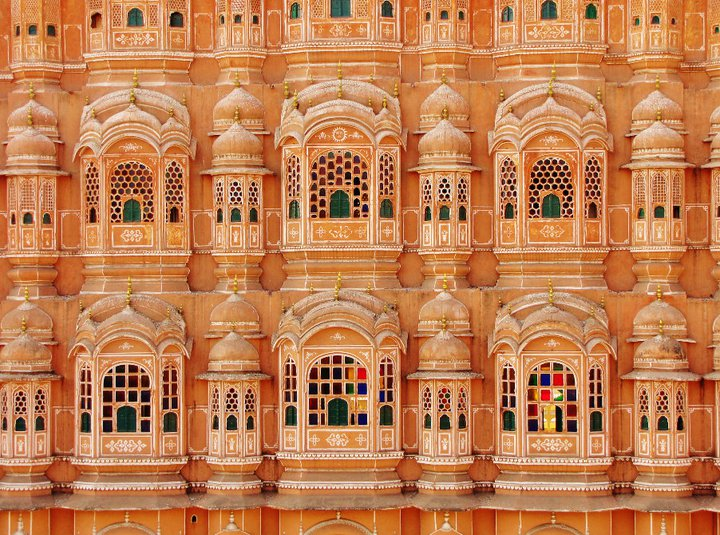
Palast der Winde, Jaipur, Indien
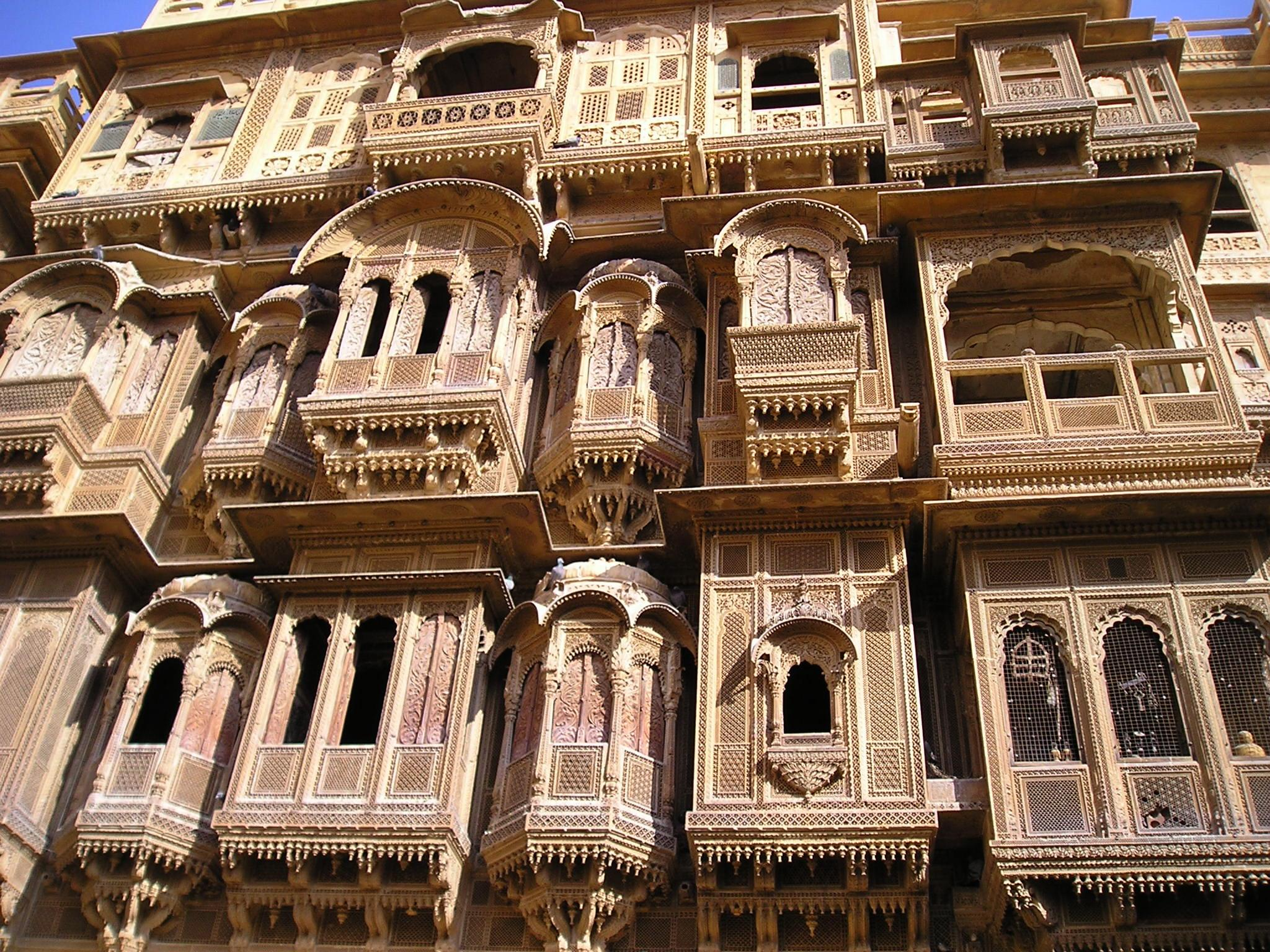
Patwa-Haveli in Jaisalmer, Indien

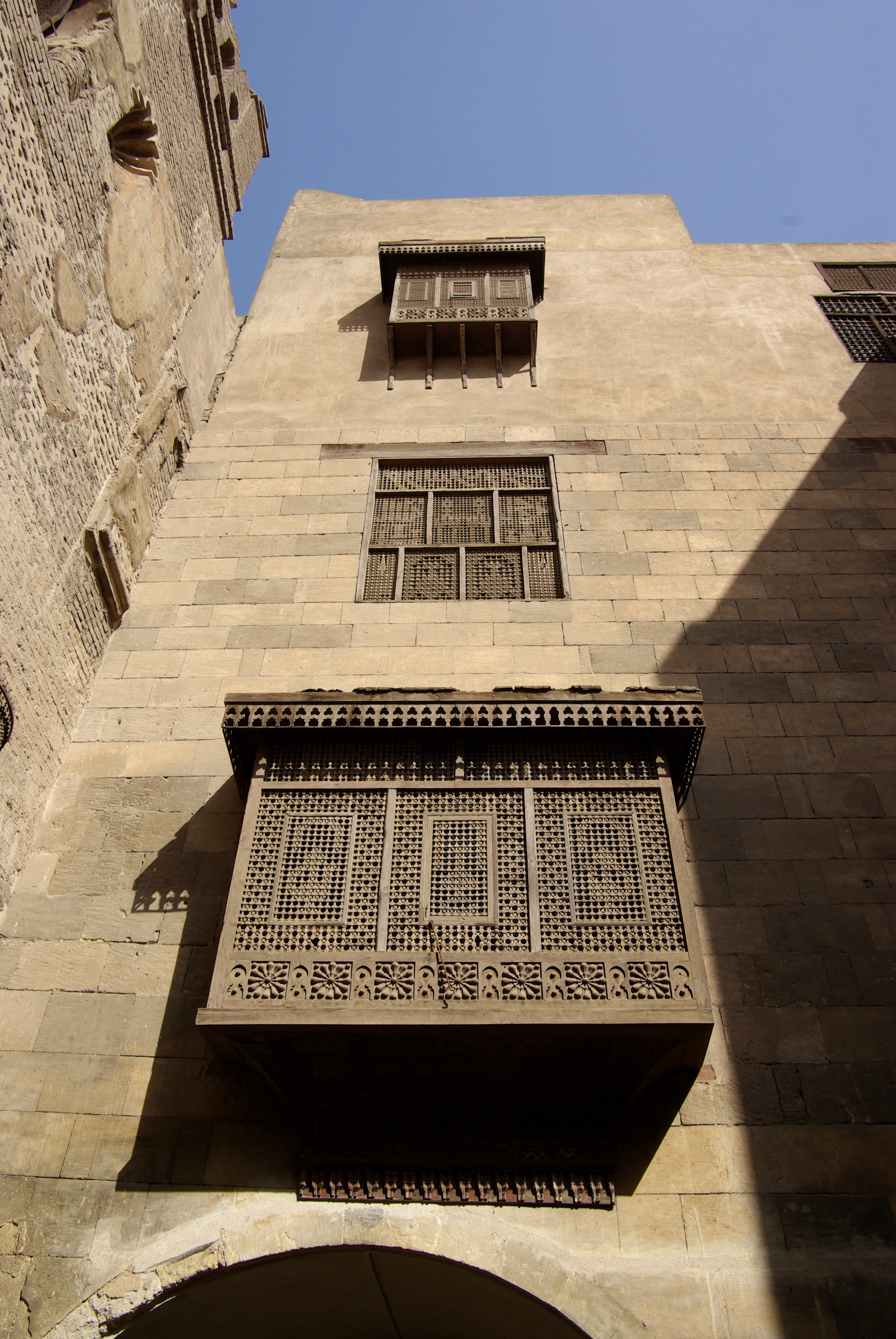
Maschrabiyya als Erkerfenster am Gayer Anderson Museum in Kairo
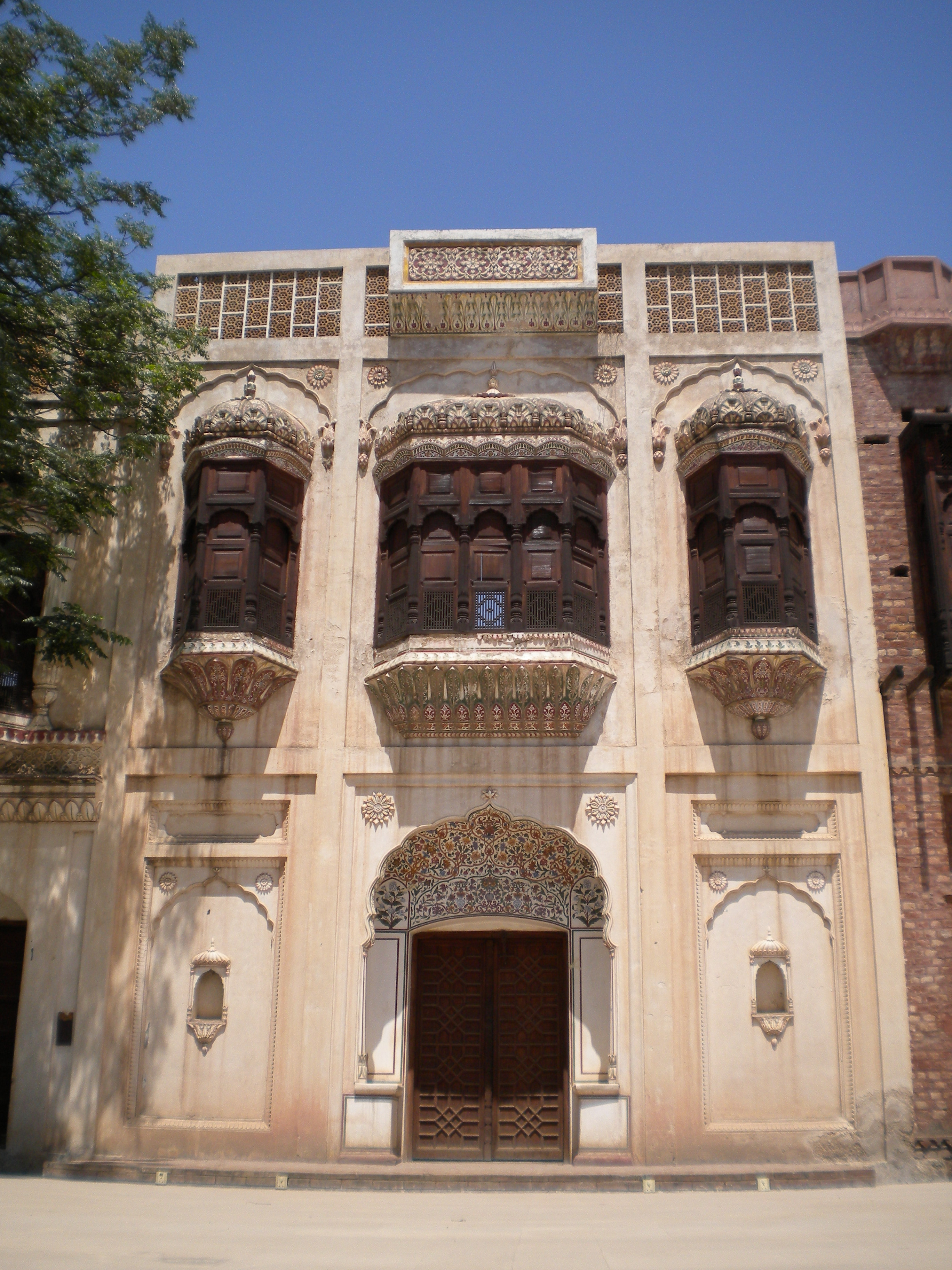
Haus im Punjab, Pakistan
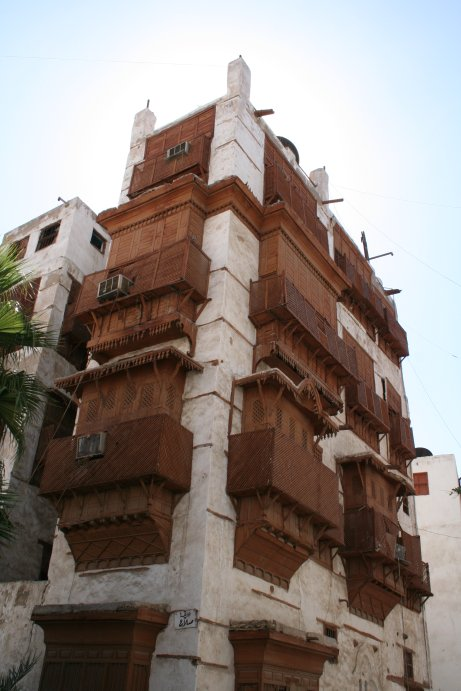
Haus in Dschidda, Saudi-Arabien